# Wiaczesław Krasylnyk
Wiaczesław Serhijowycz Krasylnyk, ukr. Вячеслав Сергійович Красильник (ur. 22 stycznia 1987 w Charkowie) – ukraiński rugbysta grający na pozycji lewego lub prawego wspieracza, reprezentant Ukrainy.

## Kariera klubowa
W dzieciństwie zajmował się grecko-rzymskimi zapasami i taekwondo, w wieku 18 lat zaczął uprawiać rugby. Treningi rozpoczął w klubie Olimp Charków.
W 2006 rozpoczął karierę rugbisty w seniorskiej drużynie Olimpu. W 2011 przeszedł do Posnania. W następnym roku wyjechał do Rosji, gdzie potem występował w drużynie WWA-Podmoskowje Monino. 24 maja 2015 został zawodnikiem Jenisiej-STM Krasnojarsk. W 2004 przeniósł się do RK Kubań.

## Kariera reprezentacyjna
Od 2008 bronił barw narodowej reprezentacji Ukrainy. Wcześniej grał w młodzieżówce.

## Sukcesy
Olimp Charków
- mistrz Ukrainy (5x): 2006, 2007/08, 2008/09, 2009, 2010

Jenisiej-STM Krasnojarsk
- mistrz Rosji (1x): 2016
- zdobywca Pucharu Rosji (1x): 2016